# Polskie Radio 3

Logo

Polskie Radio 3, kurz PR3, voller Name Polskie Radio Program Trzeci [ˈpɔlskʲɛ ˈradjɔ ˈprɔgram ˈtʃɛt͡ɕi] (dt. 'Polnischer Hörfunk Drittes Programm') bzw. Program Trzeci Polskiego Radia [ˈprɔgram ˈtʃɛt͡ɕi ˈpɔlskʲɛgɔ ˈradja] (dt. 'Drittes Programm des polnischen Hörfunks'), auch Trójka [ˈtrʊjka] (dt. 'Die Drei') genannt, ist das dritte Programm der öffentlich-rechtlichen Hörfunkanstalt Polens namens Polskie Radio.
Der Sender startete am 1. März 1958 mit einem Testprogramm in Warschau und am 1. April 1962 landesweit mit dem regulären Programm.
PR3 ist ein Musiksender, dessen Spektrum von Pop bis Jazz reicht. Eine bekannte Sendung ist die Chartsendung Lista przebojów Trójki, die von April 1982 bis Mai 2020 ausgestrahlt wurde. Das Programm wurde eingestellt, als ein Song von Kazik Staszewski, der den Parteivorsitzenden der rechtspopulistischen PiS Jarosław Kaczyński kritisierte, plötzlich aus der Spitzenposition verschwand und es zu heftigen Zensurvorwürfen kam.
Nach dem Regierungsantritt der PiS-Partei 2015 wurden die Redaktionen in den öffentlich-rechtlichen Medien umbesetzt, auch bei Polskie Radio. Kritiker der PiS-Partei wurden ausgetauscht. Viele ehemalige Mitarbeiter von Polskie Radio sind daraufhin ins Exil zum privaten Onlineradio Nowy Świat gewechselt.

## Empfang
PR3 ist landesweit über UKW und die digitalen Plattformen Cyfra+ (frei) und Cyfrowy Polsat (verschlüsselt) empfangbar. Außerdem gibt es einen Livestream im Internet.